# Bach von dem Vierstöck
Der Bach von dem Vierstöck, auch Bach von den Vierstöck genannt, ist ein gut zwei Kilometer langer rechter und östlicher Zufluss der Gersprenz.

## Geographie

### Verlauf
Der Bach von dem Vierstöck entspringt auf einer Höhe von 377 m ü. NHN im Odenwald beim zum Reichelsheimer Ortsteil Ober-Kainsbach gehörenden Weiler Vierstöck, einem ehemaligen Gasthof an der Bundesstraße 47. Der Bach markiert auf einer langen Strecke die Gemarkungsgrenze von Ober-Kainsbach und Kirch-Beerfurth.
Der Bach erreicht an der Darmstädter Straße die Ortslage von Kirch-Beerfurth und mündet schließlich auf einer Höhe von  193 m ü. NHN dicht unterhalb der Ortsverbindungsstraße (innerorts: Brückenstraße) nach Pfaffen-Beerfurth in einen Seitenarm der Gersprenz.

### Einzugsgebiet
Naturräumlich gesehen liegt das Einzugsgebiet des Bachs von dem Vierstöck im Vorderen Odenwald. der Oberlauf gehört zum Böllsteiner Odenwald und die Mündung befindet sich im Unterraum Gersprenztal.
Es grenzt im Nordosten und Osten an das Einzugsgebiet des Gesprenzzuflusses Kainsbach und im Süden konkurriert der Bach an dem Margrund, der auch in die Gersprenz einmündet.
Die höchste Erhebung im Einzugsgebiet ist der etwa 404 m hohe Burgberg. Am Oberlauf überwiegt der Wald und im Bereich des Unterlaufs dominieren Felder und Wiesen. In seinem Einzugsgebiet liegen die Weiler Hutzwiese und Vierstöck sowie im Mündungsbereich das Dorf Kirch-Beerfurth.

### Flusssystem Gersprenz
- Fließgewässer im Flusssystem Gersprenz

## Frühe Nutzung
Der nach Westen durch eine bewaldete Schlucht abfließende Bach diente der mittelalterlichen Burganlage Beerfurther Schlösschen zur Trinkwasserversorgung. Im Talgrund unter dem nach Nordwesten in das Tal vorspringenden Bergsporn befindet sich noch die in Resten erhaltene Quellfassung Schlösschensborn.